# Presidente de Zambia
El presidente de la República de Zambia (en inglés: President of the Republic of Zambia) es el jefe de Estado y de Gobierno de Zambia. Sus competencias políticas e institucionales se rigen por la Constitución de 1991. El poder ejecutivo del Estado reside en el presidente. Además el presidente debe respetar, defender y salvaguardar esta Constitución; salvaguardar la soberanía de la República; promover la democracia y realzar la unidad de la nación; respetar la diversidad de las diferentes comunidades de Zambia; promover y proteger los derechos y libertades de la persona; y defender el estado de derecho.
El actual presidente del país africano es Hakainde Hichilema, que ejerce desde el 24 de agosto de 2021.

## Historia de la presidencia
El primer presidente fue Kenneth Kaunda que ganó las elecciones previas a la independencia y formó el primer gobierno autónomo de Zambia (1964). La Constitución fue modificada y promulgada el 25 de agosto de 1973 y las elecciones nacionales que siguieron en diciembre fueron los últimos pasos en el logro de lo que se llamó una "democracia participativa de un solo partido", la UNIP, que se había convertido en el único partido legal de Zambia. La Constitución estipulaba que el único candidato en las elecciones presidenciales fuera la persona seleccionada para dirigir el UNIP por la conferencia general del partido. 
Kenneth Kaunda fue el candidato único y elegido en las elecciones de 1973. En esa misma oportunidad la Asamblea Nacional se conformó solo con miembros del UNIP. El mandato de Kaunda fue renovado en diciembre de 1978 y octubre de 1983, en una elección con "si" o "no" a su candidatura. En diciembre de 1990, al final de un año con disturbios y un intento de golpe de Estado, el presidente Kaunda firmó una ley que terminaba con el monopolio del UNIP en el poder.
Una vez asumido el multipartidismo en Zambia, el UNIP perdió las elecciones presidenciales de 1991 ante Frederick Chiluba, candidato del Movimiento por una Democracia Multipartidaria (MMD). El MMD se mantuvo en el poder hasta 2011 bajo las presidencias de Chiluba, Levy Mwanawasa y Rupiah Banda. Ese mismo año asumió la presidencia Michael Sata, del Frente Patriótico, que falleció en el cargo en 2014. La presidencia interina fue asumida por Guy Scott, se convirtió en el primer presidente blanco del África subsahariana, luego de Frederick de Klerk en Sudáfrica (1989-1994).
Tras la presidencia de Edgar Lungu, del Frente Patriótico, en las elecciones generales de 2021 el cargo fue asumido por el presidente Hakainde Hichilema. 

## Elección

### Elegibilidad
Los candidatos presidenciales (artículo 100) deberá reunir los requisitos de ser ciudadano por nacimiento o descendencia; residir habitualmente en Zambia; tener al menos treinta y cinco años de edad; ser votante inscrito; y haber obtenido, como calificación académica mínima, un certificado de grado doce o su equivalente. Así mismo deberá hablar con fluidez el idioma oficial; haber pagado sus impuestos o ha hecho arreglos, satisfactorios para la autoridad fiscal correspondiente, para el pago de los impuestos. A nivel económico deberá declarar los activos y pasivos. Finalmente deberá pagar la tasa electoral prescrita en la fecha fijada para la entrega de los documentos de nominación o antes de ella; y tener el apoyo de al menos cien votantes inscritos de cada provincia.
Una persona no podrá ser nominada como candidata a la elección de presidente si es un funcionario público; tiene doble nacionalidad; ocupa o actúa en un cargo constitucional u otro cargo público; es un juez o funcionario judicial; fue destituida de un cargo público por mala conducta grave en los cinco años inmediatamente anteriores; tiene una discapacidad mental o física que la haría incapaz de realizar funciones ejecutivas; si tiene deudas o está en situación de quiebra económica; está cumpliendo una condena de prisión; o ha cumplido, en los cinco años inmediatamente anteriores, una pena de prisión de al menos tres años.

### Elección presidencial
En la constitución del país en su artículo 101 indica que el presidente será elegido por los electores registrados. El Oficial Electoral declarará presidente electo al candidato presidencial que reciba más del cincuenta por ciento de los votos válidos emitidos durante la elección. Si en la votación inicial un candidato presidencial no recibe más del cincuenta por ciento de los votos válidos emitidos, se realizará una segunda votación dentro de los treinta y siete días siguientes a la votación inicial, en la que los únicos candidatos serán los candidatos presidenciales que hayan obtenido:
- El mayor y el segundo mayor número de votos válidos emitidos en la votación inicial
- Un número igual de votos válidos emitidos en la votación inicial, siendo el mayor número de votos entre los candidatos presidenciales que se presentaron a la elección para el cargo de presidente.

Una persona puede, dentro de los siete días siguientes a la declaración solicitar al Tribunal Constitucional que anule la elección de un candidato presidencial que participó en la votación inicial si la persona no fue elegida válidamente o no se cumplió con una disposición de esta Constitución u otra ley relacionada con las elecciones presidenciales (artículo 103). El Tribunal Constitucional, después de conocer de la petición de elección, podrá declarar válida la elección del candidato presidencialanular la elección del candidato presidencial o descalificar al candidato presidencial para ser candidato en la segunda vuelta.
En caso de segunda vuelta (artículo 102), el candidato presidencial podrá ser inhabilitado si renuncia por una razón distinta a la salud, si no cumple los requisitos del artículo 100, descrito más arriba, o es inhabilitado por el Tribunal Constitucional según lo descrito anteriormente en el artículo 101. Si el candidato presidencial muere o renuncia por enfermedad antes de la realización de una segunda votación, el candidato a vicepresidente de ese candidato presidencial en la votación inicial asumirá el lugar de ese candidato presidencial. Si ambos candidatos presidenciales renuncian, quedan inhabilitados de conformidad con el artículo 100, quedan inhabilitados por una decisión del Tribunal Constitucional de conformidad con el artículo 101 o mueren;antes de la realización de la segunda votación, se presentarán nuevas nominaciones ante la Comisión Electoral.

### Periodo de transición
Una vez declarado el vencedor, se abre un periodo de transición, donde el presidente saliente continuará desempeñando las funciones ejecutivas hasta que el presidente electo asuma el cargo, no pudiendo realizar nombramientos oficiales ni disolver la Asamblea Nacional. El periodo de transición, excepto cuando el presidente renueve el cargo, el presidente en ejercicio comenzará y completará el traspaso procesal y administrativo de las funciones ejecutivas al presidente electo, dentro de los catorce días a partir del día en que el presidente electo asuma el cargo (artículo 104).

### Toma de posesión
Según el artículo 105 el presidente electo asumirá su cargo después de ser juramentado por el presidente de la Corte Suprema o, en su ausencia, por el vicepresidente de la Corte Suprema. Deberá asumir su cargo el martes siguiente al séptimo día siguiente a la fecha de la declaración de los resultados de la elección presidencial o al séptimo día siguiente a la fecha en que el Tribunal Constitucional declare válida la elección.
Si el presidente electo muere, renuncia o no puede asumir su cargo por alguna razón, el vicepresidente electo prestará juramento y asumirá el cargo de presidente. El vicepresidente electo que asuma el cargo designará a una persona como vicepresidente, sujeto a la aprobación de la Asamblea Nacional, expresada por un voto de no menos de dos tercios de los miembros de la cámara legislativa. Si la incapacidad del presidente electo para asumir su cargo se debe a un acontecimiento o circunstancia que escape a su control, el vicepresidente electo no prestará juramento. 
Cuando el vicepresidente electo que se supone que asumirá el cargo de presidente muera, renuncie o por otra razón no pueda asumir el cargo de presidente, el presidente saliente ejercerá las funciones ejecutivas y se celebrarán elecciones presidenciales dentro de los sesenta días siguientes a la fecha de la vacante.

## Mandato
El mandato del presidente es de cinco años, que se extenderá simultáneamente con el mandato de la Asamblea Nacional. Una persona que haya ocupado dos veces el cargo de presidente no podrá ser reelegida para un tercer mandato.
En los casos en los que el presidente muera, dimita mediante notificación escrita al presidente de la Asamblea Nacional o deje de ejercer su cargo por voto de censura, inhabilitación o incapacidad el vicepresidente asumirá inmediatamente el cargo de presidente. Cuando asuma el cargo de presidente, se considerará que ha desempeñado un mandato completo como presidente si, en la fecha en que el presidente asumió el cargo, faltan al menos tres años para la fecha de la siguiente elección general. Si, en la fecha en que el presidente asumió el cargo, faltan menos de tres años para la fecha de la siguiente elección general,  para el presidente interino considerará que no a cumplido un mandato.
Un miembro de la Asamblea Nacional, apoyado por al menos un tercio de los miembros de la cámara legislativa, puede presentar una moción para que se investigue la capacidad física o mental del presidente para ejercer funciones ejecutivas. Cuando la moción sea apoyada en la Asamblea Nacional por una resolución de dos tercios de los miembros del parlamento el presidente dejará de ejercer las funciones ejecutivas y el vicepresidente ejercerá las funciones ejecutivas (artículo 107).

## Privilegios, inmunidad e incompatibilidades
Nadie podrá iniciar ni continuar procedimientos civiles contra el presidente, según lo dispuesto en el artículo 109, por cualquier hecho u omisión que el presidente o esa persona hayan hecho u omitido hacer en su carácter privado durante el mandato como presidente. Así mismo, el presidente no podrá, en su carácter privado durante el mandato como presidente, iniciar ni continuar procedimientos civiles contra una persona.
Cuando existan indicios de que haya desempeñado el cargo de presidente o haya desempeñado funciones ejecutivas ha cometido un delito durante el ejercicio del cargo o durante el período en que haya desempeñado funciones ejecutivas, el presidente de la cámara legislativa presentará a la Asamblea Nacional un informe en el que se expongan los motivos relacionados con el delito presuntamente cometido, solicitando a la Asamblea Nacional que retire a esa persona la inmunidad de procedimiento penal. Cuando la Asamblea Nacional reciba un informe presentado de conformidad constituirá un comité selecto para examinar los motivos presentados y determinar si hay o no indicios de delito que justifiquen el retiro de la inmunidad de procedimiento penal, y recomendará su decisión a la Asamblea Nacional.
Un miembro de la Asamblea Nacional, apoyado por al menos un tercio de los miembros de la Asamblea Nacional, puede presentar una moción para el enjuiciamiento del presidente alegando que el presidente ha cometido una violación de una disposición de esta Constitución u otra ley; un crimen bajo el derecho internacional o una falta grave. Cuando una moción sea apoyada, en la Asamblea Nacional, por una resolución de dos tercios de los miembros del Parlamento, el presidente dejará de ejercer las funciones ejecutivas y el vicepresidente ejercerá las funciones ejecutivas (artículo 108).

## Facultades constitucionales
Según la constitución del país, en su artículo 92, los poderes del presidente de la República son los siguientes:
- Presidirá el Gabinete y determinará la política del Gobierno.
- Nombrará embajadores, altos comisionados, plenipotenciarios, representantes diplomáticos y cónsules.
- Recibirá y acreditará a embajadores, altos comisionados, plenipotenciarios, representantes diplomáticos, cónsules y jefes de organizaciones internacionales extranjeros.
- Negociará y firmará acuerdos y tratados internacionales y, sujeto a la aprobación de la Asamblea Nacional, ratificará o se adherirá a acuerdos y tratados internacionales.
- Establecerá, fusionará y disolverá ministerios gubernamentales, sujeto a la aprobación de la Asamblea Nacional.
- Nombrará a las personas que esta Constitución o cualquier otra ley requiera que sean nombradas por el presidente.
- Nombrará a las personas que deban desempeñar funciones especiales para el Ejecutivo.
- Conferirá honores.
- Firmará y promulgará proclamas como se especifica en esta Constitución o como se prescriba.
- Iniciará proyectos de ley para su presentación a la Asamblea Nacional y su consideración por esta desempeñará otras funciones especificadas por esta Constitución o como se prescriba.
- Conceder perdón por delitos, bajo asesoramiento de un comité asesor  (artículo 96 y 97). Una persona condenada a muerte podrá solicitar al Presidente, directamente o por medio de un representante, el indulto o la conmutación de la pena.

## Lista de presidentes (desde 1964)
| #   | Nombre | Nombre                      | Nombre                                                   | Inicio                                              | Final                  | Partido                | Elecciones     | Vicepresidente                              | Vicepresidente                              |
| --- | ------ | --------------------------- | -------------------------------------------------------- | --------------------------------------------------- | ---------------------- | ---------------------- | -------------- | ------------------------------------------- | ------------------------------------------- |
| 1.º |        |                             | Kenneth Kaunda (1924-2021) Presidente de la República    | 24 de octubre de 1964                               | 2 de noviembre de 1991 | UNIP                   | [ 4 ]          |                                             | Reuben Kamanga (1964-1967)                  |
| 1.º |        | Simon Kapwepwe (1967-1970)  | Kenneth Kaunda (1924-2021) Presidente de la República    | 24 de octubre de 1964                               | 2 de noviembre de 1991 | UNIP                   | [ 4 ]          |                                             |                                             |
| 1.º | 1968   |                             | Kenneth Kaunda (1924-2021) Presidente de la República    | 24 de octubre de 1964                               | 2 de noviembre de 1991 | UNIP                   |                |                                             |                                             |
| 1.º |        | Mainza Chona (1970-1973)    | Kenneth Kaunda (1924-2021) Presidente de la República    | 24 de octubre de 1964                               | 2 de noviembre de 1991 | UNIP                   |                |                                             |                                             |
| 1.º |        | 1973                        | Kenneth Kaunda (1924-2021) Presidente de la República    | 24 de octubre de 1964                               | 2 de noviembre de 1991 | UNIP                   | Puesto abolido | Puesto abolido                              |                                             |
| 1.º | 1978   |                             | Kenneth Kaunda (1924-2021) Presidente de la República    | 24 de octubre de 1964                               | 2 de noviembre de 1991 | UNIP                   | Puesto abolido | Puesto abolido                              |                                             |
| 1.º | 1983   |                             | Kenneth Kaunda (1924-2021) Presidente de la República    | 24 de octubre de 1964                               | 2 de noviembre de 1991 | UNIP                   | Puesto abolido | Puesto abolido                              |                                             |
| 1.º | 1988   |                             | Kenneth Kaunda (1924-2021) Presidente de la República    | 24 de octubre de 1964                               | 2 de noviembre de 1991 | UNIP                   | Puesto abolido | Puesto abolido                              |                                             |
| 2.º |        |                             | Frederick Chiluba (1943-2011) Presidente de la República | 2 de noviembre de 1991                              | 2 de enero de 2002     | MMD                    | 1991           |                                             | Levy Mwanawasa (1991-1994)                  |
| 2.º |        | Godfrey Miyanda (1994-1997) | Frederick Chiluba (1943-2011) Presidente de la República | 2 de noviembre de 1991                              | 2 de enero de 2002     | MMD                    | 1991           |                                             |                                             |
| 2.º | 1996   |                             | Frederick Chiluba (1943-2011) Presidente de la República | 2 de noviembre de 1991                              | 2 de enero de 2002     | MMD                    |                |                                             |                                             |
| 2.º |        | Christon Tembo (1997-2001)  | Frederick Chiluba (1943-2011) Presidente de la República | 2 de noviembre de 1991                              | 2 de enero de 2002     | MMD                    |                |                                             |                                             |
| 2.º |        | Enoch Kavindele (2001-2003) | Frederick Chiluba (1943-2011) Presidente de la República | 2 de noviembre de 1991                              | 2 de enero de 2002     | MMD                    |                |                                             |                                             |
| 4.º |        |                             | Levy Mwanawasa (1948-2008) Presidente de la República    | 2 de enero de 2002                                  | 19 de agosto de 2008   | MMD                    | 2001           |                                             |                                             |
| 4.º |        | Nevers Mumba (2003-2004)    | Levy Mwanawasa (1948-2008) Presidente de la República    | 2 de enero de 2002                                  | 19 de agosto de 2008   | MMD                    | 2001           |                                             |                                             |
| 4.º |        | Lupando Mwape (2004-2006)   | Levy Mwanawasa (1948-2008) Presidente de la República    | 2 de enero de 2002                                  | 19 de agosto de 2008   | MMD                    | 2001           |                                             |                                             |
| 4.º |        | 2006                        | Levy Mwanawasa (1948-2008) Presidente de la República    | 2 de enero de 2002                                  | 19 de agosto de 2008   | MMD                    |                | Rupiah Banda (2006-2008)                    |                                             |
| -   |        | 2006                        |                                                          | Rupiah Banda (1937-2022) Presidente de la República | 19 de agosto de 2008   | 2 de noviembre de 2008 | MMD            | Vacante al ejercer como presidente interino | Vacante al ejercer como presidente interino |
| 5.º |        | 2 de noviembre de 2008      | 23 de septiembre de 2011                                 | Rupiah Banda (1937-2022) Presidente de la República | 2008                   |                        | MMD            | George Kunda (2008-2011)                    |                                             |
| 6.º |        |                             | Michael Sata (1937-2014) Presidente de la República      | 23 de septiembre de 2011                            | 28 de octubre de 2014  | PF                     | 2011           |                                             | Guy Scott (2011-2014)                       |
| -   |        |                             | Guy Scott (n. 1944) Presidente interino de la República  | 28 de octubre de 2014                               | 25 de enero de 2015    | PF                     | 2011           | Vacante al ejercer como presidente interino | Vacante al ejercer como presidente interino |
| 7.º |        |                             | Edgar Lungu (1956-2025) Presidente de la República       | 25 de enero de 2015                                 | 24 de agosto de 2021   | PF                     | 2015           |                                             | Inonge Wina (2015-2021)                     |
| 7.º | 2016   |                             | Edgar Lungu (1956-2025) Presidente de la República       | 25 de enero de 2015                                 | 24 de agosto de 2021   | PF                     |                |                                             | Inonge Wina (2015-2021)                     |
| 8.º |        |                             | Hakainde Hichilema (n. 1962) Presidente de la República  | 24 de agosto de 2021                                | en el cargo            | UPND                   | 2021           |                                             | Mutale Nalumango (2021- )                   |